# 陳明通
陳明通（1955年7月11日—），中華民國政治人物、政治學者，民主進步黨籍，臺灣省臺中縣豐原鎮（今臺中市豐原區）人，有巴宰族血統。曾任國家安全局局長、大陸委員會主任委員、副主任委員、任務型國民大會代表、國立臺灣大學國家發展研究所教授兼所長。

## 學經歷

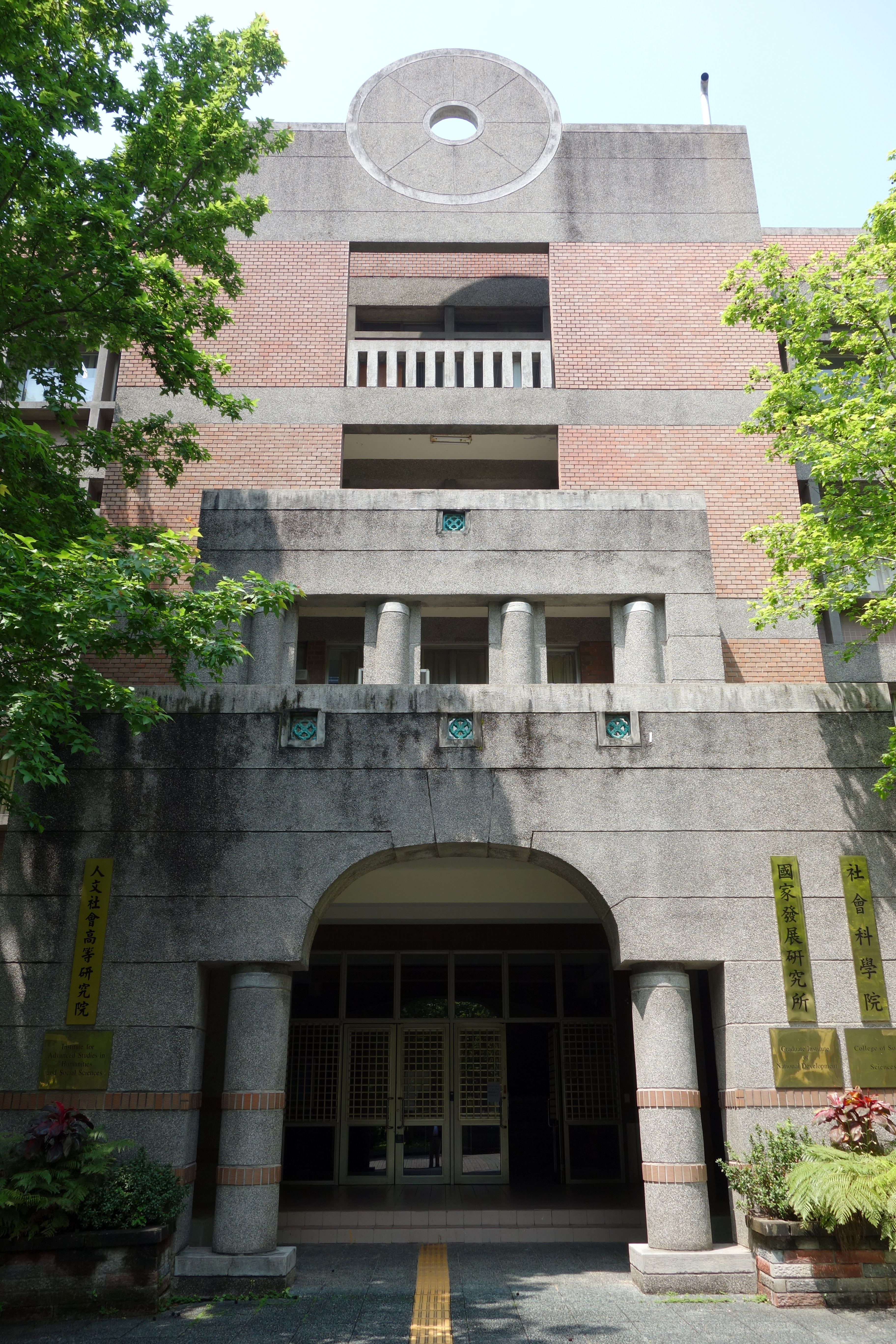
台大國發所系館

陳明通曾就讀於臺灣省立臺中第二高級中學，聯考重考兩次後，1975年考上國立臺灣大學，1979年畢業於國立台灣大學政治學系，1981年取得國立台灣大學政治學碩士，1990年取得台大政治學博士，之後隨即留校任教於三民主義研究所（即今國家發展研究所），四年後由副教授升等為教授。
2000年至2004年出任行政院大陸委員會副主任委員；2007年至2008年、2018年至2021年兩度擔任大陸委員會主任委員；2021年2月至2023年1月擔任國家安全局局長。除借調陸委會與國安局外一直留校任教，2023年從台大退休。

## 歷年言論
- 2012年12月10日，「兩岸統合會」舉辦台北會談，中華人民共和國國台辦副主任孫亞夫宣稱「一個中國」，並批評中華民國政府十多年來「去中國化」。陳明通回應：台灣民眾支持「中國認同」的比例從過去七、八成迄今大幅減少，「這是因為中華人民共和國壟斷了中國」，民進黨執政推動不是「去中國化」，而是「去中華人民共和國化」；並表示，認同是感情及理性算計，「文明價值」是台灣民眾無法認同當今中國的核心問題。[7]
- 2014年5月，民進黨前主席施明德拋出處理兩岸五原則，陳明通表示「兩岸所有事務要2,300萬人公投才算數」，然而他們在該記者會提出「大一中架構」，陳明通受訪時強調已經和蔡英文報告過才以個人身分參會。[8]
- 2016年10月7日，接受自由時報專訪指出，「九二香港會談」的核心爭議是北京要「一個中國原則」，我方要「一中各表」，各表的「一中」就是中華民國，否則接受「一中」就等於承認中華人民共和國的統治，最後雙方無法達成共識。陳明通強調，北京至今仍不願意面對中華民國的存在，才造成兩岸今天的僵局，這個責任在北京。面對中華民國存在的事實，是北京當局無法迴避的考題。[9]

## 爭議

### 禽獸說
2019年3月，陳明通嘲諷：「人如果只求溫飽，和豬狗禽獸有什麼差別？」被大多數韓粉認為影射且暗諷了高雄市市長韓國瑜只注重經濟的政策方針，而成為熱搜關鍵字，同時也引起了很多韓國瑜支持者的不滿而要求其致歉。隔日，陳明通舉行記者會道歉，坦言「措辭不是很恰當」、引起大眾不舒服，說聲抱歉；也強調，這番話並無針對韓市長，也沒有對任何拚經濟的國人有不敬的意思。

### 學生論文抄襲

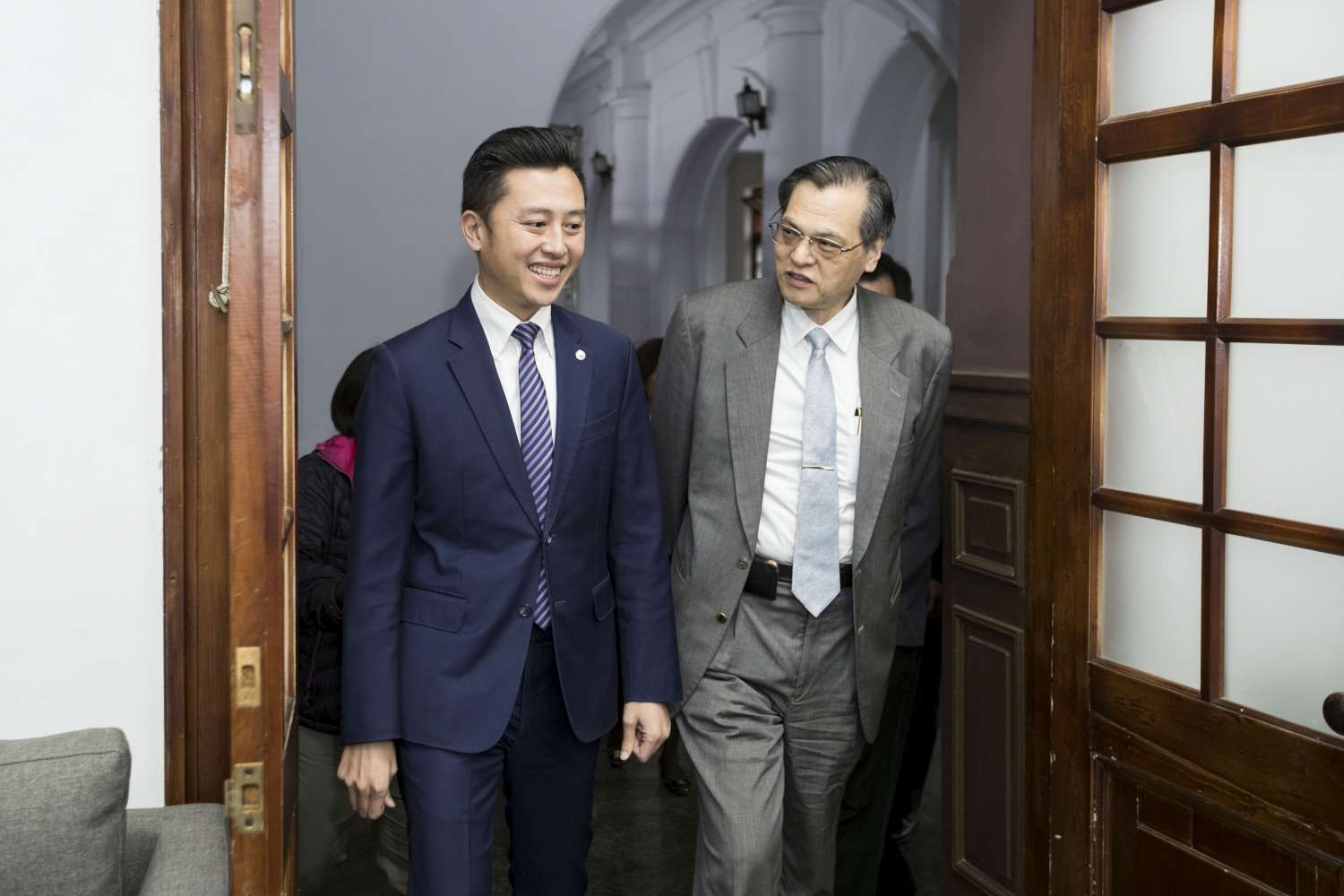
陳明通與林智堅

陳明通自1990年在國立台灣大學國家發展研究所任教。2022年7月間，他指導過的碩士生林智堅被指控論文涉及抄襲，陳明通本人也被檢舉涉嫌違反學術倫理。8月9日臺灣大學在公布確認林智堅抄襲的消息時，也表明陳明通作為指導教授「應清楚並提醒相關學倫規範」，有失職之嫌，學校將組成審定委員會調查及審定。對此，當時擔任國家安全局局長的陳明通透過友人轉述回應，如果台大針對他啟動調查，他將進行完整說明；另強調，台海動盪之際不該影響國安工作，捍衛國家安全是第一要務。11日，王鴻薇向教育部檢舉陳明通學術詐欺；12日，教育部回應，將函轉台大。
菱傳媒在「林智堅論文門」被提出後統計，陳明通任職大陸委員會主任委員3年期間，指導30位碩博士生撰寫論文。菱傳媒引述了不具名的立法院人士說法：當時台海局勢緊張，大陸委員會業務不輕鬆，陳明通「簡直就是官場時間管理大師」。聯合新聞網與中時新聞網在2022年8月初先後刊出報導，前者引述不具名學者說法，後者記者自行統計，均指出：陳明通指導的論文中，集中數年有多篇主題近似、內容高度雷同，猶如「工業化量產」；口試委員也幾乎都是同一批人馬。
2022年8月16日，台大舉辦記者會宣布，陳明通自111學年度起不再應聘兼課，同時指出其並非辭職。
2022年12月2日，陳明通指导的另一位硕士生鄭文燦亦因论文涉及抄袭，台大國發所碩士學位遭摘，成为陈明通第二位被撤銷学位的碩士生。

## 家庭
陳明通的妻子為金融監督管理委員會前政務副主任委員蕭翠玲，國立臺灣大學商學系畢業、國立政治大學企業管理碩士，曾任中央銀行業務局局長、中央銀行金融業務檢查處處長、中央銀行業務局副局長、襄理、業務局調撥科科長、存款科科長等職務。

## 學術

### 著作
| 年份   | 書名                                                                  | 作者               | 出版社                           |
| ------ | --------------------------------------------------------------------- | ------------------ | -------------------------------- |
| 1981年 | 《經社地位﹑民主價值取向及參與行為之分析─內湖地區個案研究》           | 陳明通             | 國立台灣大學政治學研究所碩士論文 |
| 1990年 | 《威權政體下臺灣地方政治菁英的流動（1945－1986）—省參議員流動的分析》 | 陳明通             | 國立台灣大學政治學研究所博士論文 |
| 1995年 | 《當前兩岸政治研究論文集》                                            | 陳明通             | 台北：月旦出版社                 |
| 1995年 | 《派系政治與臺灣政治變遷》                                            | 陳明通             | 台北：月旦出版社                 |
| 1998年 | 《兩岸基層選舉與政治社會變遷：哈佛大學東西方學者的對話》              | 陳明通、鄭永年主編 | 台北：月旦出版社                 |
| 2005年 | 《民主化臺灣新國家安全觀》                                            | 陳明通等著         | 台北：先覺出版社                 |
| 2006年 | 《台灣新典範》                                                        | 陳明通等著         | 台北：允晨文化                   |

## 外部連結
- 總統府公報 號次：第7528號 陳明通任免令 （页面存档备份，存于）

| 中華民國政府職務                   | 中華民國政府職務                                                         | 中華民國政府職務 |
| ---------------------------------- | ------------------------------------------------------------------------ | ---------------- |
| 行政院                             |                                                                          |                  |
| 前任： 吳釗燮                      | 行政院大陸委員會主任委員（首次） 第八任 2007年4月10日－2008年5月20日     | 繼任： 賴幸媛    |
| 前任： 林正義（代理） 正任：張小月 | 中華民國大陸委員會主任委員（再次） 第十三任 2018年3月19日－2021年2月22日 | 繼任： 邱太三    |
| 中華民國總統府                     |                                                                          |                  |
| 前任： 邱國正                      | 國家安全局局長 第十九任 2021年2月23日－2023年1月30日                     | 繼任： 蔡明彥    |